# ミカドロイド
『ミカドロイド』は、1991年11月8日に発売されたオリジナルビデオ作品。東宝、東北新社、円谷映像の共同制作。

## 概要
「東宝シネパック」というブランドで制作されたオリジナルビデオの第1作である。旧日本陸軍が決戦兵器として開発した不死身兵士が数十年の時を経た現代に甦るという特撮映画であり、ホラー映画に近い演出のもと、不死身兵士によって切り裂かれる女性など、スプラッタ系の映像が盛り込まれている。特殊メイクアーティストとして知られていた原口智生の初監督作品であると共に、後に「平成ガメラ三部作」で知られることとなる樋口真嗣が特技監督として世に出た作品でもあり、同じく「平成ガメラ三部作」に参加した三池敏夫も本作に参加した。原口が樋口を本作に誘ったのは「ガメラシリーズ」と間接的な関連性を持つ『帝都物語』での撮影がきっかけであり、本作に参加した原口・三池・樋口は他にも「ガメラシリーズ」の関連作品に携わっている。
原口は最初「大戦中の憲兵がゾンビとして復活する」という『ミカドゾンビ』として構想していたが、東京・埼玉連続幼女誘拐殺人事件の影響でホラー映画へのバッシングが起きて製作中止となってしまい、ゾンビの設定をロボットに変更して本作品を改めて製作することとなった。かつて原口は東映Vシネマの特殊メイクに携わっており、東映からも製作のオファーがあったが、原口は東映よりも東宝のテイストで製作するべきだと考えていたことからこれを断り、オリジナルビデオレーベル立ち上げのために企画を募っていた東宝へ円谷映像を経由して企画が持ち込まれた。
博士役の伊武雅刀は、原口の初監督祝いとして出演した。特別出演の森本レオは、別作品のロケで偶然近所に来ていて急遽撮影に参加したという。毒蝮三太夫は、円谷プロダクションに携わってきた記録の宍倉徳子からの紹介であった。
大映撮影所でのセットは、円谷映像社長の円谷粲への恩返しとして同所のスタッフが予算以上のものを作り上げた。撮影には東宝スタジオ内のロケーションが多用され、キヌタ・ラボラトリーの跡地も用いられている。
上映時間が61分に短縮された『ディレクターズ・カット版』が存在する。

## ストーリー
第二次世界大戦末期、旧日本陸軍は極秘裏に本土決戦に向けた秘密兵器を開発していた。その中の一つである人造人間「百二十四式特殊装甲兵ジンラ號」は不死化改造を施した兵士に特殊装甲を身に着けさせ、敵地に送り込んで敵を殲滅した後自爆させるという、究極の殺人兵器だった。しかし、戦況の悪化にともない計画は破棄されることが決定。ジンラ號の存在と関連設備の抹消、そして開発スタッフの口封じを目的として、地下の秘密研究所に憲兵隊が送り込まれるが、空襲によって秘密研究所はそれらもろとも埋没してしまい、そのまま放棄された。
そして現代。遺棄されて久しい秘密研究所の真上に建設されたクラブの地下で起こった漏電が、人知れず眠りについていたジンラ號を再起動させてしまう。蘇ったジンラ號は今なお眼に入るものすべてを殺戮する殺人兵器として、次々と人々を抹殺する。だが、奇跡的に研究所崩落から生き延びた元・不死兵士素体の男によって、ジンラ號は永遠の眠りに就いた。

## 登場兵器

### ジンラ號
日本陸軍の地下秘密研究所（第十一陸軍技術研究所）が太平洋戦争中に開発していた強力な装甲を身に着けた不死の人造人間。外観は潜水服のような全身装甲服に覆われており、耐弾性と積層装甲のため、丸っこい体型となっている。ヘルメット状の頭部装甲には双眼の丸いゴーグル状レンズがある。中には不死化・筋肉強化され、自我を失った兵士が存在しており、一度起動すると殺戮の限りをつくす。オープニングで披露される百二十四式特殊装甲兵ジンラ號のスペックは、以下の通り。
- 装甲：全複合鋼鉄合金[9]
- 動力：複式直結発動機五型　蓄電池三号 二次廿一型
- 射撃武器：百式短機関銃（べ式）
- 携行武器：九八式軍刀
- 空挺装備：九一式落下傘
- 自爆装置：三式自動発火装置　五瓩爆弾6個

なお、“べ式”とはベルグマンMP18、MP28短機関銃を指す略称であるが、当作品でジンラ號が装備している短機関銃は作品オリジナルの架空のものである。また、名称と形状は似ているが一〇〇式機関短銃とはまったく別の火器である。
計画されていた運用法は空襲時にジンラ號を高射砲で発射し、空中で内蔵されている爪でB-29にしがみ付かせ、そのまま到着したサイパンやテニアンなどのB-29基地で破壊の限りを尽くしてから自爆するというものであった。
- 着ぐるみの胸には菊花紋章がつけられていたがNGとなり、スタジオのゴミ捨て場にあった部品を貼って隠している[10]。

### ジンラ號と戦う実験兵士の生き残りの使用兵器
- 十四年式拳銃
- 九六式軽機関銃
- 九七式手榴弾

このほか、劇中未使用だが分解された状態の二式小銃も確認できる。

### 帝都専守要塞『轟烈睦』
ジンラ號と共に秘密研究所で開発されていた兵器。
三角形のキャタピラと、ジンラ號の射出用の前部固定式の巨砲（72インチ）、左右に単装砲を1門備え、その後方にそびえる巨大な艦橋構造物（パゴダマスト）が特徴で、最深部には皇族用の居住区画を有している。
連合国に本土が占領された場合に備え、旗艦として皇室を奉じ、武装要塞国家として独立宣言をすると共に"日本最期の砦"として東京湾沿岸に配置される予定だったが、戦況の悪化に伴い、ジンラ號共々開発は断念、破棄される。
作中では稼働することなく、最後はジンラ號の自爆によって崩壊する秘密研究所と共に崩れ去った。
- 東宝に残存していた『連合艦隊』（1981年）のプロップなどのジャンクからこしらえられたという。
- 名称と詳細は、デアゴスティーニ刊行の「東宝特撮映画」第62号より。

## キャスト
- 彩子：洞口依子
- 冨田：吉田友紀
- 岡崎：渥美博
- 利重：津田卓也
- 守衛：毒蝮三太夫
- 北見：速見健二
- 範子：武田雅子
- 将校：光益公映
- 博士：伊武雅刀
- 木賃宿の男：森本レオ（特別出演）
- 憲兵：黒沢清
- 憲兵：手塚眞
- 憲兵：林海象（友情出演）
- 鍋島、ジンラ號[4][3]：破李拳竜

## スタッフ
- 企画：藤原正道、濱渡剛、円谷粲
- プロデューサー：斎春雄、下飯坂一政、永井憲二
- 原案：原口智生
- 脚本：武上純希、原口智生
- 音楽：川井憲次
- 撮影：間宮庸介
- 照明：保坂芳美
- 美術：水野伸一
- 特殊撮影：桜井景一、大根田利光
- 特撮照明：林方谷
- 視覚効果：中野稔
- 記録：宍倉徳子、島貫育子
- 編集：高野隆一
- メイク：石川富美子
- スタイリスト：篠塚奈美
- 操演：根岸泉
- 特殊効果：久米攻
- 殺陣：二家本辰巳
- ガン・エフェクト：納富貴久男
- シューティング・コーディネーター：今関謙一
- キャラクターデザイン：明日蘭
- 特殊造型：松井祐一
- スチール：渡辺享
- 助監督：神園浩司
- キャスティング協力：吉田裕之
- プロデューサー補：高橋健太郎
- 制作：佐藤章夫
- 現像：東京現像所
- 監修・題字：実相寺昭雄
- 特技監督：樋口真嗣
- 監督：原口智生

## 映像ソフト
- VHS - 1991年11月8日発売（セル・レンタル同時）[10]。品番 TG4271[13]
- LD - 1992年6月1日発売[9]。品番 TLL2381[13]
- DVD - 2002年11月21日発売[9]